# Cinderella Man (serie televisiva)
Cinderella Man (신데렐라 맨?, Sinderella maenLR) è una serie televisiva sudcoreana trasmessa su MBC TV dal 15 aprile al 4 giugno 2009.

## Trama
Oh Dae-san è un orfano che vende vestiti nei vicoli dietro al mercato di Dongdaemun ed è ossessionato dall'idea di diventare ricco. Un giorno incontra Lee Joon-hee, l'erede apparente di un impero della moda, che è identico a lui: dovendo sottoporsi segretamente a un'operazione al cuore, Joon-hee propone a Dae-san di fingersi lui per un mese in modo da tenerlo nascosto alla sua famiglia.

## Personaggi e interpreti
- Oh Dae-san, interpretato da Kwon Sang-woo
- Lee Joon-hee, interpretato da Kwon Sang-woo
- Seo Yoo-jin, interpretata da Im Yoon-a
- Jang Sae-eun, interpretata da Han Eun-jung
- Lee Jae-min, interpretato da Song Chang-eui

## Accoglienza
La serie è stata apprezzata per l'impostazione in stile "il principe e il povero" ambientata in epoca moderna, per l'attenzione alla moda e per il doppio ruolo interpretato dal protagonista Kwon Sang-woo, ma a causa degli sviluppi prevedibili non è riuscita a imporsi sulle fiction concorrenti in termini di ascolti. Il primo episodio ha registrato uno share nazionale del 7,7%, e la media si è attestata sull'8,7%.